# Zur Psychopathologie des Alltagslebens
Zur Psychopathologie des Alltagslebens (Brasil: A psicopatologia da vida cotidiana / Portugal: A psicopatologia da vida quotidiana) é um livro escrito em 1901 por Sigmund Freud e editado no Brasil pela Editora Imago.

## História editorial
O livro foi originalmente publicado em Monograph for Psychiatry and Neurology em 1901, antes de aparecer em forma de livro em 1904. Receberia doze traduções estrangeiras durante a vida de Freud, bem como numerosas novas edições alemãs, com materiais novos sendo adicionados em quase todas. James Strachey objetou que "quase todas as explicações e teorias básicas já estavam presentes na primeira edição... a riqueza de novos exemplos interrompe e até confunde o mainstream do argumento subjacente". No entanto, ainda para ele, em um texto tão popular e teórico-leve, a riqueza de exemplos ajudou a tornar a ideia de Freud acessível. uma nova tradução para o Inglês foi publicada por Anthea Bell em 2003.
Entre as mais abertamente autobiográficas das obras de Freud, Psychopathology foi fortemente ligada por Freud ao seu relacionamento com Wilhelm Fliess.

## Influência e recepção
Às vezes chamado de Livro de Erros, The Psychopathology of Everyday Life tornou-se um dos clássicos científicos do século XX. Freud percebeu que ele estava se tornando uma celebridade quando encontrou seu criado-camarada lendo o livro em sua visita de 1909 aos Estados Unidos.

## Leitura complementar
- Sigmund Freud, Richard Wollheim, Publisher: Cambridge University Press (March 23, 1981), ISBN 978-0-521-28385-4
- Sebastiano Timpanaro, The Freudian Slip (1974)